# .geo
A .geo egy internetes legfelső szintű tartomány kód, melyet hivatalosan még nem hoztak létre.

## Külső hivatkozások
- DotGeo